# Debóra éneke
A Debóra éneke a Héber Biblia/Ószövetség egyik legrégebbi poétikus szövege, melyet a hagyomány a Bírák könyvében található Debóra bíra-prófétanő nevéhez köt. Az izraelitáknak a kánaáni Jábin király serege felett aratott diadaláról tudósító költői alkotás: archaikus győzelmi ének.

## Bibliai helye
Debóra éneke a Bibliában a Bírák könyvének 5. fejezetében található, az ének költői formában írja le a 4. fejezetben olvasható narratíva eseményeit. A Bírák könyvének 4. fejezete egy döntő csatáról tudósít: az izraelitáknak a kánaániták feletti győzelmét beszéli el, amely Debóra és Bárák vezetésével következett be.

## Tartalma
(2-5. v.) Az ének egy felszólítással kezdődik a királyok és fejedelmek számára, hogy figyeljenek, és egy prológussal folytatódik, amely leírja hegyek remegését, mikor Isten győzelmesen kivonult Széírből.
(6-8. v.) A második rész a háború előtti nyomorúságos állapotokról szól. A győzelmet megelőző periódus „Anát fia, Samgar”, valamint „Jáél ideje” (vö. Bír. 5:6). Ekkor Debóra fölkel mint vezető, mert „hiányzott a vezetés, hiányzott Izraelből”(Bír. 5:7). A választott nép között akad tehát valaki, aki hirdetni kezdi Isten szavát, a nép pedig hallgat rá.
(9-13. v.) A harmadik részben Debóra és Bárák együtt állnak a felkelés élére, és felszólítják Izraelt, hogy kövesse őket.
(14-18. v.) A negyedik rész elismeri a vezető harcosokat, törzseket, akik részt vesznek a harcban, ezzel szemben kérdőre vonja azokat, akik közömbösek maradtak. Dicséretre méltók az Efraimból származók, Benjámin törzse, a Mákírból jött vezetők, Issakár vezérei, Zebulon és Naftáli törzse. Az elmarasztaltak Rúben, Gileád, Dán és Ásér törzse. Júda és Simeon törzse nincs megemlítve.
(19-22. v.) Az ötödik rész nagyon szimbolikusan mutatja be a csatát Taanaknál Kánaán királyai és Sisera ellen, és kiemeli a kozmikus erők, valamint a természet szerepét a harcban.
(23. v.) A boldog kiabálást megszakítja az ötödik és hatodik szakasz közt egy átok, melyet Méróz településre mond „az Úr angyala” amiatt, hogy nem vett részt a háborúban.
(24-30. v.) A hatodik részt Jáél áldása nyitja. Itt két jelenettel találkozunk: az első Sisera halálát írja le, amelyet Jáél keze okozott; a második Sisera édesanyját mutatja be, aki udvarhölgyei társaságában próbálja megnyugtatni magát, amint aggódva várja fiát vissza a csatából.
(31. v.) Az ének egy ujjongó kiáltással fejeződik be, amely Isten ellenségeire átkot, az Őt szeretőkre pedig áldást mond.

## Műfaja
Műfaja verses beszámoló, amely a Bírák könyvének előző, 4. fejezetbeli elbeszéléséhez kapcsolódik. Az ének hálaének a győzelemért, mely Debóra és Bárák vezetésével valósult meg. A győzelmi ének elismeri Isten csodálatos beavatkozását a történésekbe. A Héber Bibliában más, hasonló dalok szerzőjeként is megjelennek nők (vö. Ex. 15:20-21: Mirjam éneke), amiből arra következtethetünk, hogy az ókori Izraelben női énekmondók is tevékenykedtek a professzionális énekes-zenész léviták mellett.
Az ének a hőseposzokkal mutat rokonságot. Himnikus betéteket tartalmaz és az átok is önálló szövegtípus benne.

## Felépítése, tartalmi kivonata
Debóra énekének jellegzetessége a gyakori ismétlés, amely által a mondanivaló kiemelése válik lehetővé. Főként parallelizmusok és szóismétlések formájában jelenik meg, vagy szókombinációkkal, különböző sorokban, a legtöbb versszakban. A költemény felépítésére a trikolonok, azaz a háromsoros versszakok gyakorisága is jellemző.
A hagyomány szerint Debóra éneke olyan formában íródott, melyben 3 fél verssort követ 2 hosszabb fél verssor és így tovább (Mózes éneke hasonlít ehhez az Ex. 15-ben.).

## Az ének tartalmi kivonata
- A csata előzményei (6-8. v.)
- Meghívás a két hőshöz (12. v.)
- Az érintettek felsorolása (13-17. v.)
- A csata leírása (19-24. v.)
- Sisera halála (24-27. v.)
- Az aggódó anya (28-30. v.)[7]

## Szerkezete, datálás[8]
Debóra éneke a Héber Biblia egyik legősibbnek tartott poétikus betéte. A szövegen nem látszik átdolgozás, mégsem egységes. A központi részét, amely nem tesz említést Izrael Istenéről, viszont pogány jegyekkel rendelkezik (pl. csillagok harca a törzsek oldalán, vö. Bír. 5:20), egy jahvista szerkesztésű keret egészíti ki, amely az éneket ortodox vonásokkal ruházza fel (pl. vö. Bír. 5:6-8, ill. Bír. 5:2-5). A két rész közül az első tűnik ősibbnek, bár a nyelvezete az ún. Gézeri parasztnaptárénál későbbi sajátosságokat mutat, amelyet az i. e. 10. század végére datálnak. Ezért az ének keletkezési kora feltehetőleg a birodalom kettéválása utáni időszakra tehető (i. e. 10. sz. után). A költemény jahvista rétege azonban későbbre: az i. e. 8. és 7. század fordulójára datálható.

## Szereplők: Debóra, Bárák és Jáél
Debóra (héber: דְּבוֹרָה): Lappídót felesége, bíra és próféta a bírák korabeli Izraelben. A háború előmozdítója a kánaáni Jábin király seregével szemben (vö. Bír. 4). Debóra énekének szerzője. Ő az egyetlen bíra, aki valóban ítélkezik is. Törzsi hovatartozása bizonytalan, de lakóhelye arra enged következtetni, hogy vagy efraimita, vagy Issakár törzséből származik. Az események elbeszélésében és az énekben is úgy tűnik fel, mint a nemzet vezetője, aki ítéli Izraelt. Otthona és bíráskodása székhelye Efraim területének déli részén, Bétel és Rámá közt helyezkedik el. Ő az egyetlen a Bírák könyvében, akit prófétának neveznek. Debóra vezetői szerepe és a csatában való részvételének fontossága a többnyire férfi katonai és politikai vezetők világban szokatlan és figyelemreméltó. Ennek ellenére, hacsak a szokás vagy a törvény nem tiltotta, a nők vállalhattak és vállaltak is különböző nyilvános szerepeket az ókori izraelita közösségben, de ezt csak kevesen tették meg valójában.
Bárák (héber: בָרָק):Az izraeli hadseregparancsnok. Debóra közli Bárákkal Isten parancsát, hogy vonuljon ki Sisera ellen. Bárák válaszol neki: csak akkor megy, ha Debóra is vele tart (vö. Bír. 4:8-9). Van olyan vélemény, miszerint Bárák meghátrál a küldetés elől. Bárák szavai viszont nem mutatják, hogy engedetlen lenne, feltételeket szab ugyan, de megígéri, hogy „elmegy”. Debóra azonnal elfogadja Bárák feltételeit: „szívesen elmegyek veled” (Bír. 4:9). Ezután Debóra közli Bárákkal, hogy elveszti a Sisera megöléséért járó dicsőséget. Ez egy egyszerű megállapítás Debóra részéről, nem pedig szemrehányás. Bárák a hit példaképe, megteszi a kötelességét, de a dicsőséget átengedi másoknak.
Jáél (héber: יָעֵל): Jáél nem izraeli, hanem a kénita Heber felesége. A történet tetőpontján játszik főszerepet, amikor a csata végén Siserát, Jábin hadseregparancsnokát egy „pörölycsapással” megöli. Siserát alvás közben éri Jáél halálos ütése.

## Kapcsolódó bibliai szöveg: 68. zsoltár[13]
A Dávid királynak tulajdonított 68. zsoltár néhány kifejezése emlékeztet Debóra énekére. Debóra az énekében és Dávid király is a zsoltárban elismeri, hogy Isten keze győzi le az ellenségeiket. Debóra nyilvánvalóan a Sisera elleni harcról beszél, míg Dávid csak egy harcot említ, amelyből győztesként tér meg.
A zsoltár 8-9. verse parallel a Bír. 5:4-5-tel: Jelzi Isten erejét és hatalmát, hogy Ő megvédi a népét mindenkor. Ezek a versek a Sínai-hegyi jelentésre utalnak, ahol Izrael népe megtapasztalta Isten közelségét.
Mind a zsoltárban, mind Debóra énekében található említés a tizenkét törzs egyikére. Míg azonban Dávid a zsoltárban (vö. Zsolt. 68:28) csak említi a törzseket, addig Debóra az énekében (Bír. 5:14-18) kifejezetten dicséri azokat, amelyek rohamra indultak megvédeni a népet az ellenség ellen, de számonkéri azokat a törzseket, akik távol maradtak.
Az ismétlésekben is találunk hasonlóságokat. A zsoltár ismétel, amikor a Básán-hegyről beszél (Zsolt. 68:16), és ilyen ismétlés olvasható a Debóra énekében is, a Kísón-patakkal összefüggésben (Bír. 5:21).

## Szakirodalom
- Ficsor Gábor Andor, Történelem és költészet: Debóra énekének magyarázata (Budapest: KGRE Hittud. K., Bibliai és Judaisztikai Kutatóintézete, 1999)
- Halpern, Baruch, „The Resourceful Israelite Historian: The Song of Deborah and Israelite Historiography”, The Harvard Theological Review, Vol. 76, No. 4 (Oct., 1983), pp. 379–401.
- Liver, Jacob, „Deborah”, in: Encyclopaedia Judaica, vol. 5 (Jerusalem: Keter, 1972), pp. 517–518.
- Matthews, Victor Harold, „Debora/Deboralied”, Jörg Persch, ed., in: Religion in Geschichte und Gegenwart 4, (Tübingen: Mohr Siebeck, 1999), col. 607-608.
- Meyers, Carol, „Deborah” in: Freedman, David Noel, ed., Eerdmans Dictionary of the Bible, (Cambridge, 2000), pp. 331–332.
- Soggin, J. Alberto, Bevezetés az Ószövetségbe (Budapest: Kálvin Kiadó, 1999), pp. 193–194.
- Soggin, J. Alberto, Judges (Philadelphia: The Westminster Press, 1981), pp. 60–101.
- Sussman, Shoshana, „Psalm 68: echoes of the Song of Deborah?”, Jewish Bible Quarterly, 40,4 (2012), pp. 238–240.
- Wilcock, Michael, Bírák könyve (Budapest: Harmat, 2002), pp. 50–71.